# Grijsneksaffraangors
De grijsneksaffraangors (Sicalis luteocephala) is een zangvogel uit de familie Thraupidae (tangaren).

## Verspreiding en leefgebied
Deze soort komt voor in Bolivia en noordwestelijk Argentinië.